# Kaledón szarvaspapagáj
A kaledón szarvaspapagáj (Eunymphicus cornutus), korábbi nevén agancsos papagáj, a madarak (Aves) osztályának a papagájalakúak (Psittaciformes) rendjéhez és a szakállaspapagáj-félék (Psittaculidae) családjához tartozó faj.

## Előfordulása
Új-Kaledónia területén honos. Legfőképp 1200 méter tengerszint feletti magasságban él párás erdőkben. Előnyben részesíti az Agathis és az Araukária fenyőket, de kerüli a kókuszdió-ültetvényeket és a part menti területeket.

## Alfajai
A jelenlegi rendszertani besorolás szerint nincs alfaja. Korábban az Ouveai szarvaspapagáj (Eunymphicus uvaeensis) az alfajaként volt besorolva Eunymphicus cornutus uvaeensis néven, de ezt faji szintre emelték.

## Megjelenése
Élénk színű tollazatú madár. Hossza 32 cm, testtömege 130-150 g. Farka vége kék, szárnya vége fekete. Feje teteje piros, arca fekete. Testének nagy része zöld és sárga tollazatú. A fiatal madarak feje teteje elsősorban fekete.

## Életmódja
Kisebb, nagyobb csoportokban táplálkozik. Tápláléka nagyrészt magokból és diófélékből áll.

## Szaporodása
Fészkét sziklákra, kidőlt fákra, vagy faodvakba készíti. A párzási ideje szeptembertől márciusig tart. Fészekalja 2–4 tojásból áll. A költés 21–22 nap. A fiókák 5–6 hét után repülnek ki a fészekből.

## Természetvédelmi helyzete
A fajnak kicsi a népessége, amiről azt gondolják, hogy átesett némi csökkenésen, ám az oka nem ismert. Aktuális helyzete veszélyeztetett az élőhely pusztítása miatt, és a fészkeket kifosztó emlősök miatt is (kifejezetten a patkány). Szerencsére kevés a bizonyíték arra, hogy kereskednének vele, vagy hogy csapdába kerülne. Nem jelent rá veszélyt az orvvadászat, bár vannak a szigeten fogságban tartott egyedek.

## Külső hivatkozás
- Képek az interneten a fajról
- Ibc.lynxeds.com - videók a fajról
- Xeno-canto.org - A faj hangja és elterjedési térképe